# Гусева, Оксана Михайловна
Окса́на Миха́йловна Гу́сева (род. 14 июля 1989 года, Челябинск, СССР) — российская пловчиха — паралимпиец. Серебряный призёр летних Паралимпйских игр, чемпионка Европы, заслуженный мастер спорта России по плаванию среди спортсменов с поражением опорно-двигательного аппарата.

## Награды
- Медаль ордена «За заслуги перед Отечеством» II степени (10 августа 2006 года) — за большой вклад в развитие физической культуры и спорта, высокие спортивные достижения на XII Паралимпийских летних играх 2004 года в городе Афинах (Греция).[1]
- Заслуженный мастер спорта России (2004).